# Backus (Minnesota)
Backus – miasto w Stanach Zjednoczonych, w stanie Minnesota, w hrabstwie Cass.